# MTV Europe Music Awards 1994
Les MTV Europe Music Awards 1994 ont eu lieu le 24 novembre 1994 à Berlin en Allemagne à proximité de la Porte de Brandebourg. La cérémonie est présentée par Tom Jones. 

## Performanceslives
- George Michael — Freedom! '90
- Aerosmith — Walk on Water & Cryin'
- Roxette — Sleeping in My Car
- Take That — Sure
- Björk et Fluke — Big Time Sensuality
- Therapy? — Die Laughing
- Ace of Base — Living in Danger
- Tom Jones — If I Only Knew
- George Michael — Jesus to a Child
- Prince — Peach

## Présentateurs
- East 17
- Jean-Paul Gaultier
- Naomi Campbell
- Pamela Anderson
- Helena Christensen
- Bono
- Michael Hutchence

### Meilleure chanson
- Youssou N'Dour et Neneh Cherry — 7 Seconds
- Aerosmith — Cryin'
- Beck — Loser
- Björk — Big Time Sensuality
- Blur — Girls & Boys

### Meilleure vidéo
- Whale — Hobo Humpin' Slopo Babe (réalisé par Mark Pellington)
- U2 — Stay (Faraway, So Close!) (réalisé par Wim Wenders et Mark Neale)

### Meilleure artiste féminine
- Mariah Carey
- Tori Amos
- Björk
- Neneh Cherry
- Marusha

### Meilleur artiste masculin
- Bryan Adams
- MC Solaar
- Prince
- Seal
- Bruce Springsteen

### Meilleur groupe
- Take That
- Aerosmith
- Beastie Boys
- Crowded House
- Rage Against the Machine

### Révélation 1994
- Crash Test Dummies
- Beck
- dEUS
- Therapy?
- Whale

### Meilleur artiste dance
- The Prodigy
- 2 Unlimited
- D:Ream
- Jam & Spoon
- Reel 2 Real

### Meilleur artiste rock
- Aerosmith
- Metallica
- Rage Against the Machine
- Soundgarden
- Therapy?

### Meilleur cover
- Gun - Word Up!
- Ace of Base - Don't Turn Around
- Big Mountain - Baby, I Love Your Way
- Pet Shop Boys - Go West
- Wet Wet Wet - Love Is All Around

### Free Your Mind
- Amnesty International